# Europese Challenge Tour 2007
De Europese Challenge Tour van 2007 bestond uit 31 toernooien, inclusief de Telenet Trophy in België en de nieuwe Dutch Challenge in Nederland. Het seizoen liep van eind november 2006 tot eind oktober 2007.
De eerste vijf toernooien telden ook mee voor de Tour de las Americas, en het Saint-Omer Open telde zoals gewoonlijk ook mee voor de Europese Tour.
Mooie momenten waren toen Rafa Echenique, Nicolas Vanhootegem en Ross McGowan  in eigen land wonnen.
Acht spelers wonnen twee toernooien: Felipe Aguilar, Peter Baker, Robert Dinwiddie, Joost Luiten, Ross McGowan, Edoardo Molinari, Iain Pyman en Peter Whiteford.

## Schema
| Data  | Data  | Toernooi                                               | Baan                                                         | Winnaar               | Score | Score | Prijzengeld € |
| ----- | ----- | ------------------------------------------------------ | ------------------------------------------------------------ | --------------------- | ----- | ----- | ------------- |
| 30-11 | 03-12 | 101° Abierto Visa de la Republica presented by Jeep    | Pilar Golf Club Buenos Aires, Argentinië                     | Rafa Echenique        | 277   | -7    | € 152.894     |
| 07-12 | 10-12 | Abierto Mexicano Corona                                | Club de Golf de la Hacienda Mexico City, Mexico              | Fabrizio Zanotti      | 275   | -9    | € 232.802     |
| 01-02 | 04-02 | Club Colombia Masters                                  | Country Club de Bogotá Bogotá, Colombia                      | Edoardo Molinari      | 279   | -5    | € 138.439     |
| 08-02 | 11-02 | Kai Fieberg Costa Rica Open                            | Cariari CC San Jose, Costa Rica                              | Miguel Rodriguez      | 275   | -9    | € 136.921     |
| 08-03 | 11-03 | Tusker Kenya Open                                      | Karen Country Club Nairobi, Kenia                            | Edoardo Molinari      | 274   | -6    | € 163.901     |
| 19-04 | 22-04 | Tessali-Metaponto Open di Puglia e Basilicata          | Riva dei Tessali GC & Metaponto GC, Italië                   | Michael Hoey          | 272   | -13   | € 132.204     |
| 10-05 | 13-05 | A.G.F. Allianz Golf Open de Toulouse                   | Golf de Toulouse-Seilh Seilh, Frankrijk                      | Joost Luiten          | 271   | -17   | € 133.042     |
| 17-05 | 20-05 | Telenet Trophy                                         | Royal Waterloo, La Marache Course Lasne, België              | Nicolas Vanhootegem   | 271   | -17   | € 133.575     |
| 24-05 | 27-05 | Open Mahou de Madrid                                   | Casino Club de Golf Retamares Madrid, Spanje                 | Ben Mason             | 205   | -8    | €132,145      |
| 31-05 | 03-06 | Oceânico Group Pro-Am Challenge                        | Marriott Worsley Park Greater Manchester , Engeland          | Ross McGowan          | 265   | -15   | € 147.968     |
| 07-06 | 10-06 | Vodafone Challenge                                     | G&CC An der Elfrather Mühle Düsseldorf, Duitsland            | Joost Luiten          | 270   | -18   | € 133.042     |
| 14-06 | 17-06 | Saint-Omer Open presented by NEUFLIZE OBC              | Aa Saint-Omer Golf Club Lumbres, Frankrijk                   | Carl Suneson          | 276   | -8    | € 508.585     |
| 21-06 | 24-06 | Credit Suisse Challenge                                | Wylihof GC Luterbach Zwitserland                             | Peter Baker           | 272   | -20   | € 145.698     |
| 28-06 | 01-07 | Estoril Challenge de Portugal                          | Quinta da Marinha Cascais, Portugal                          | Ross McGowan          | 272   | -12   | €132,145      |
| 05-07 | 08-07 | AGF-Allianz Open des Volcans – Challenge de France     | Golf des Volcans Frankrijk                                   | Gareth Paddison       | 273   | -11   | € 132.093     |
| 19-07 | 22-07 | MAN NÖ Open                                            | GC Adamstal Ramsau, Oostenrijk                               | Anders Schmidt Hansen | 269   | -11   | € 132.457     |
| 26-07 | 29-07 | FIRSTPLUS Wales Challenge                              | Vale Hotel Golf and Spa Resort Cardiff, Wales                | Colm Moriarty         | 203   | -13   | € 132.756     |
| 02-08 | 05-08 | Challenge of Ireland presented by Glasson              | Glasson Golf Hotel & CC Athlone, Co. Limerick, Ierland       | Magnus A. Carlsson    | 278   | -10   | € 151.155     |
| 09-08 | 12-08 | Scottish Challenge presented by Bank of Scotland Corp. | Macdonald Cardrona Hotel G&CC Peebles, Schotland             | Robert Dinwiddie      | 268   | -20   | € 203.300     |
| 16-08 | 19-08 | Rolex Trophy                                           | Golf Club de Genève Genève, Zwitserland                      | Robert Dinwiddie      | 270   | -18   | € 180.250     |
| 16-08 | 19-08 | Lexus Open                                             | Miklagard GC Kløfta, Noorwegen                               | Martin Wiegele        | 278   | -10   | € 131.501     |
| 23-08 | 26-08 | Postbank Challenge presented by Marcel Siem            | Golfclub Mülheim an der Ruhr Duitsland                       | Felipe Aguilar        | 266   | -18   | € 142.310     |
| 30-08 | 02-09 | ECCO Tour Championship                                 | Odense GK Odense, Denemarken                                 | Iain Pyman            | 260   | -20   | € 132.665     |
| 06-09 | 09-09 | Telia Challenge Waxholm                                | Waxholm GC Stockholm, Zweden                                 | Iain Pyman            | 274   | -17   | € 127.547     |
| 13-09 | 16-09 | OKI Mahou Challenge de España                          | Golf Campo de Layos, Spanje                                  | Felipe Aguilar        | 271   | -17   | € 131.482     |
| 20-09 | 23-09 | Kazakhstan Open                                        | Nurtau GC Almaty, Kazachstan                                 | Leif Westerberg       | 279   | -9    | € 330.990     |
| 27-09 | 30-09 | The Dutch Futures                                      | Golfclub Houtrak Halfweg, Nederland                          | Peter Whiteford       | 275   | -13   | € 141.596     |
| 04-10 | 07-10 | Open AGF-Allianz Côtes d’Armor Bretagne                | Golf Blue Green de Pléneuf Val André Le Val André, Frankrijk | Peter Baker           | 267   | -13   | €141,960      |
| 11-10 | 14-10 | Doc Salbe PGA European Challenge                       | Golf & Vital Park Bad Waldsee, New Course Duitsland          | Peter Whiteford       | 266   | -22   | € 140.000     |
| 17-10 | 20-10 | Italian Federation Cup                                 | Le Pavoniere G&CC Prato, Italië                              | Mikael Lundberg       | 268   | -16   | € 140.420     |
| 24-10 | 27-10 | Apulia San Domenico Grand Final                        | San Domenico Golf Savelletri, Italië                         | Michael Lorenzo-Vera  | 269   | -15   | € 250.000     |

## Order of Merit
De top-20 van de rangorde promoveerden automatisch naar de Europese Tour. 
| Rang | Speler                | Prijzengeld (€) |
| ---- | --------------------- | --------------- |
| 1    | Michael Lorenzo-Vera  | 128.927         |
| 2    | Ross McGowan          | 126.645         |
| 3    | Felipe Aguilar        | 120.409         |
| 4    | Jamie Donaldson       | 111.748         |
| 5    | Leif Westerberg       | 102.323         |
| 6    | Joost Luiten          | 99.406          |
| 7    | Magnus A. Carlsson    | 95.670          |
| 8    | Robert Dinwiddie      | 91.257          |
| 9    | Mikael Lundberg       | 87.916          |
| 10   | Stuart Manley         | 84.395          |
| 11   | Fabrizio Zanotti      | 73.816          |
| 12   | Peter Baker           | 72.874          |
| 13   | Peter Whiteford       | 72.730          |
| 14   | Iain Pyman            | 70.725          |
| 15   | Julio Zapata          | 70.158          |
| 16   | Edoardo Molinari      | 65.300          |
| 17   | Álvaro Velasco        | 59.786          |
| 18   | Peter Fowler          | 59.712          |
| 19   | François Delamontagne | 59.232          |
| 20   | Jan-Are Larsen        | 56.244          |

1990 ·
1991 ·
1992 ·
1993 ·
1994 ·
1995 ·
1996 ·
1997 ·
1998 ·
1999 ·
2000 ·
2001 ·
2002 ·
2003 ·
2004 ·
2005 ·
2006 ·
2007 ·
2008 ·
2009 ·
2010 ·
2011 ·
2012 ·
2013 ·
2014